# Lijst van voetbalinterlands India - Pakistan
Deze lijst van voetbalinterlands is een overzicht van alle officiële voetbalinterlands tussen de nationale teams van India en Pakistan. De landen hebben tot nu toe 25 keer tegen elkaar gespeeld. De eerste ontmoeting was een vriendschappelijke wedstrijd op 1 december 1953 in Rangoon (Birma). De laatste wedstrijd, een groepswedstrijd tijdens de Zuid-Azië Cup 2023, werd gespeeld op 21 juni 2023 in Bangalore.

## Wedstrijden
| №  | Plaats        | Datum             | Competitie                          | Wedstrijd        | Uitslag |
| -- | ------------- | ----------------- | ----------------------------------- | ---------------- | ------- |
| 1  | Rangoon       | 1 december 1953   | Vriendschappelijk                   | India − Pakistan | 1 − 0   |
| 2  | Calcutta      | 18 december 1954  | Vriendschappelijk                   | India − Pakistan | 3 − 1   |
| 3  | Dhaka         | 1 december 1955   | Vriendschappelijk                   | Pakistan − India | 1 − 2   |
| 4  | Kochi         | 7 december 1959   | Azië Cup 1960 kwalificatie          | India − Pakistan | 1 − 0   |
| 5  | Kochi         | 13 december 1959  | Azië Cup 1960 kwalificatie          | India − Pakistan | 0 − 1   |
| 6  | Rangoon       | 15 november 1967  | Azië Cup 1968 kwalificatie          | Pakistan − India | 1 − 1   |
| 7  | Calcutta      | 17 oktober 1984   | Azië Cup 1984 kwalificatie          | India − Pakistan | 2 − 0   |
| 8  | Calcutta      | 21 november 1987  | Zuid-Aziatische Spelen 1987         | India − Pakistan | 0 − 0   |
| 9  | Colombo       | 22 december 1991  | Zuid-Aziatische Spelen 1991         | Pakistan − India | 0 − 0   |
| 10 | Calcutta      | 7 juli 1992       | Azië Cup 1992 kwalificatie          | India − Pakistan | 2 − 0   |
| 11 | Lahore        | 23 juli 1993      | Zuid-Azië Cup 1993                  | Pakistan − India | 1 − 1   |
| 12 | Dhaka         | 24 december 1993  | Zuid-Aziatische Spelen 1993         | Pakistan − India | 2 − 2   |
| 13 | Kathmandu     | 11 september 1997 | Zuid-Azië Cup 1997                  | India − Pakistan | 2 − 0   |
| 14 | Margao        | 26 april 1999     | Zuid-Azië Cup 1999                  | India − Pakistan | 2 − 0   |
| 15 | Kathmandu     | 26 september 1999 | Zuid-Aziatische Spelen 1999         | India − Pakistan | 5 − 2   |
| 16 | Dhaka         | 10 januari 2003   | Zuid-Azië Cup 2003                  | India − Pakistan | 0 − 1   |
| 17 | Dhaka         | 20 januari 2003   | Zuid-Azië Cup 2003                  | Pakistan − India | 1 − 2   |
| 18 | Quetta        | 12 juni 2005      | Vriendschappelijk                   | Pakistan − India | 1 − 1   |
| 19 | Pesjawar      | 16 juni 2005      | Vriendschappelijk                   | Pakistan − India | 0 − 1   |
| 20 | Lahore        | 18 juni 2005      | Vriendschappelijk                   | Pakistan − India | 3 − 0   |
| 21 | Malé          | 5 juni 2008       | Zuid-Azië Cup 2008                  | India − Pakistan | 2 − 1   |
| 22 | Petaling Jaya | 23 maart 2011     | AFC Challenge Cup 2012 kwalificatie | Pakistan − India | 1 − 3   |
| 23 | Kathmandu     | 1 september 2013  | Zuid-Azië Cup 2013                  | India − Pakistan | 1 − 0   |
| 24 | Dhaka         | 12 september 2018 | Zuid-Azië Cup 2018                  | India − Pakistan | 3 − 1   |
| 25 | Bangalore     | 21 juni 2023      | Zuid-Azië Cup 2023                  | India − Pakistan | 4 − 0   |

## Samenvatting
| Competitie                     | Totaal gespeeld | Winst India | Gelijk | Winst Pakistan | Doelsaldo India – Pakistan |
| ------------------------------ | --------------- | ----------- | ------ | -------------- | -------------------------- |
| Azië Cup-kwalificatie          | 5               | 3           | 1      | 1              | 6 − 2                      |
| AFC Challenge Cup-kwalificatie | 1               | 1           | 0      | 0              | 3 − 1                      |
| Zuid-Azië Cup                  | 9               | 7           | 1      | 1              | 17 − 5                     |
| Zuid-Aziatische Spelen         | 4               | 1           | 3      | 0              | 7 − 4                      |
| Vriendschappelijk              | 6               | 4           | 1      | 1              | 8 − 6                      |
| Totaal                         | 25              | 16          | 6      | 3              | 41 − 18                    |

AIFF · A-Internationals · Bondscoaches · Statistieken · Olympisch elftal · Indiaas vrouwenelftal · India U21 · India U20 · India U19 · India U18 · India U17
1930 – 1949 · 
1950 – 1959 · 
1960 – 1969 · 
1970 – 1979 · 
1980 – 1989 · 
1990 – 1999 · 
2000 – 2009 · 
2010 – 2019 ·
2020 − 2029
Afghanistan ·
Argentinië ·
Australië ·
Azerbeidzjan · 
Bahrein ·
Bangladesh ·
Bhutan ·
Brunei ·
Cambodja ·
China ·
Curaçao ·
Fiji ·
Filipijnen ·
Finland ·
Ghana ·
Guam ·
Guyana ·
Hongarije ·
Hongkong ·
IJsland ·
Indonesië ·
Irak ·
Iran ·
Israël ·
Jamaica ·
Japan ·
Jemen ·
Jordanië ·
Kameroen ·
Kenia ·
Kirgizië ·
Koeweit ·
Laos ·
Libanon ·
Macau ·
Malediven ·
Maleisië ·
Marokko ·
Mauritius ·
Mongolië ·
Myanmar ·
Namibië ·
Nepal ·
Nieuw-Zeeland ·
Noord-Korea ·
Oezbekistan ·
Oman ·
Pakistan ·
Palestina ·
Peru ·
Polen ·
Puerto Rico ·
Qatar ·
Saint Kitts en Nevis ·
Saoedi-Arabië ·
Singapore ·
Sovjet-Unie ·
Sri Lanka ·
Suriname ·
Syrië ·
Tadzjikistan ·
Taiwan ·
Thailand ·
Trinidad en Tobago ·
Turkmenistan ·
Uruguay ·
Vanuatu ·
Verenigde Arabische Emiraten ·
Vietnam ·
Wit-Rusland ·
Zambia ·
Zuid-Korea ·
Zuid-Vietnam
PFF · A-Internationals · Olympisch elftal · Pakistaans vrouwenelftal
1950 – 1959 · 
1960 – 1969 · 
1970 – 1979 · 
1980 – 1989 · 
1990 – 1999 · 
2000 – 2009 · 
2010 – 2019 ·
2020 − 2029
Afghanistan ·
Bahrein ·
Bangladesh ·
Bhutan ·
Brunei ·
Cambodja ·
China ·
Djibouti ·
Filipijnen ·
Guam ·
India ·
Indonesië ·
Irak ·
Iran ·
Israël ·
Japan ·
Jemen ·
Jordanië ·
Kazachstan ·
Kenia ·
Kirgizië ·
Koeweit ·
Libanon ·
Macau ·
Malediven ·
Maleisië ·
Mauritius ·
Myanmar ·
Nepal ·
Noord-Korea ·
Oman ·
Palestina ·
Qatar ·
Saoedi-Arabië ·
Singapore ·
Sri Lanka ·
Syrië ·
Tadzjikistan ·
Taiwan ·
Thailand ·
Turkije ·
Turkmenistan ·
Verenigde Arabische Emiraten ·
Zuid-Korea ·
Zuid-Vietnam